# Louis Frémaux
Pour les articles homonymes, voir Frémaux.
Louis Frémaux (Aire-sur-la-Lys, 13 août 1921 – Blois, 20 mars 2017), est un chef d'orchestre français.

## Biographie
Louis Frémaux vient d'un milieu ouvrier : sa mère est couturière et son père, mécanicien-usineur, pratique le jazz et joue presque tous les dimanches. Son grand-père paternel était portraitiste. Louis Frémaux étudie la musique d'abord à Denain, puis au conservatoire de Valenciennes, mais ses études sont interrompues par la Seconde Guerre mondiale, période durant laquelle sa famille fait exode en Vendée. À la fin de la guerre, il s'engage dans l'Armée de terre (Promotion « Victoire-Coëtquidan-1945 ») et part pour l'Indochine en 1945-1946, comme officier affecté à une unité de la Légion étrangère. En 1947, démobilisé, il entre au Conservatoire de Paris où il étudie avec Louis Fourestier et Jacques Chailley. Il termine en 1952 avec un premier prix de direction d'orchestre,.
Après avoir été rappelé comme officier pour servir en Algérie, Louis Frémaux dirige l'Orchestre national de l'Opéra de Monte-Carlo à la demande du Prince Rainier. Pendant dix ans (entre 1956 et 1965), il participe à la construction de la réputation de l'Orchestre de Monte-Carlo et y dirige les premières d'opéras et enregistre beaucoup, notamment avec Samson François au piano, les deux concertos pour piano et orchestre de Frédéric Chopin (pour EMI/La Voix de son Maître).
De 1969 à 1971, il est le premier directeur musical lors de la création de l'Orchestre philharmonique Rhône-Alpes, futur Orchestre national de Lyon. Il quitte ce poste pour le Royaume-Uni où, de 1969 à 1978, il dirige l'Orchestre symphonique de la Cité de Birmingham (CBSO) et en est le directeur musical. Il porte l'orchestre au plus haut niveau, fait connaître la musique française et enregistre plusieurs disques, dont certains avec le CBSO Chorus dont il a provoqué la création. Il enregistre en 1975 la Grande messe des morts de Berlioz pour le label EMI.
De 1979 à 1982, il dirige l'Orchestre symphonique de Sydney,,.
Il meurt à Blois à l'âge de 95 ans.

## Créations
- Charles Chaynes, Concerto pour orchestre no 2 (1962)
- Andrzej Panufnik, Sinfonia sacra (1964)
- John McCabe, Symphonie no 2 (1971)
- Nicola Le Fanu, Columbia Fall (1975)
- Peter Sculthorpe, Mangrove (1979)[2].

## Discographie (sélection)
Louis Frémaux a enregistré pour EMI, Deutsche Grammophon, Erato et CBS. 
- Marc-Antoine Charpentier, Dialogus inter angelos et pastores Judae in nativitatem Domini H.420, In nativitatem Domini canticum H.314, Edith Selig, Jocelyne Chamonin, André Meurant, Jean Malray, Jacques Mars, Marie-Claire Allain, orgue, Ensemble vocal Stéphane Caillat, Orchestre Jean-François Paillard, dir. Louis Frémaux. LP Erato 1963

- Francis Poulenc, Le Bal masqué - Pierre Bernac, baryton (Adès/Accord 4657992) (BNF 38503673)
- Gabriel Fauré, Cantique de Jean Racine - Orchestre national de l'opéra de Monte-Carlo, dir. Louis Frémeaux (août 1962, Erato) (OCLC 42809488)
- Frédéric Chopin, Concertos pour piano nos 1 et 2 - Samson François, piano ; Orchestre national de l'opéra de Monte-Carlo, dir. Louis Frémeaux (13-15 juillet 1965/13 décembre 1966, EMI/Erato/Warner) (OCLC 933523655)
- Gabriel Fauré, Requiem - Orchestre national de l'opéra de Monte-Carlo, dir. Louis Frémaux (Erato 0927451042) (OCLC 659253584)
- Camille Saint-Saëns, Le Carnaval des animaux ; Symphonie no 3 - John Ogdon et Brenda Lucas pianos ; membres de l'orchestre symphonique de Birmingham ; orchestre symphonique de Birmingham, dir. Louis Frémaux (1971, EMI) (OCLC 255629962 et 410371499)
- Joaquín Rodrigo, Concerto d'Aranjuez ; Fantaisie pour un gentilhomme - John Williams, guitare ; Orchestre Philharmonia, dir. Louis Frémaux (6-7 mars 1983, CBS/Sony) (OCLC 62370417)